# Тарасово-Шевченкове
Тарасово-Шевче́нкове (спочатку — Дохторове, потім — Тарас Шевченко) — село в Україні, у Попельнастівській сільській громаді Олександрійського району Кіровоградської області.

## Населення
Згідно з переписом УРСР 1989 року чисельність наявного населення села становила 219 осіб, з яких 95 чоловіків та 124 жінки.
За переписом населення України 2001 року в селі мешкало 197 осіб.

### Мова
Розподіл населення за рідною мовою за даними перепису 2001 року:
| Мова       | Відсоток |
| ---------- | -------- |
| українська | 92,39 %  |
| вірменська | 2,54 %   |
| молдовська | 2,03 %   |
| білоруська | 1,52 %   |
| російська  | 1,52 %   |